# Springburn
Springburn est une ancienne paroisse civile d'Écosse, devenue un district de Glasgow en 1872. Il est situé au nord de la ville et est un quartier populaire et de classe moyenne.

## Histoire
Le quartier de Springburn s'est développé à partir d'un petit village et a connu une grande expansion à partir du début du XIXe siècle, avec la création d'industries chimiques fondées par le scientifique et ingénieur Charles Tennant et par l'ouverture du Monkland Canal (en).
En 1831, l'ouverture à Springburn d'une gare et d'usines dédiées à la construction de locomotives ou à l'entretien ferroviaire continua à participer à l'expansion du village qui accéda au statut de paroisse civile.

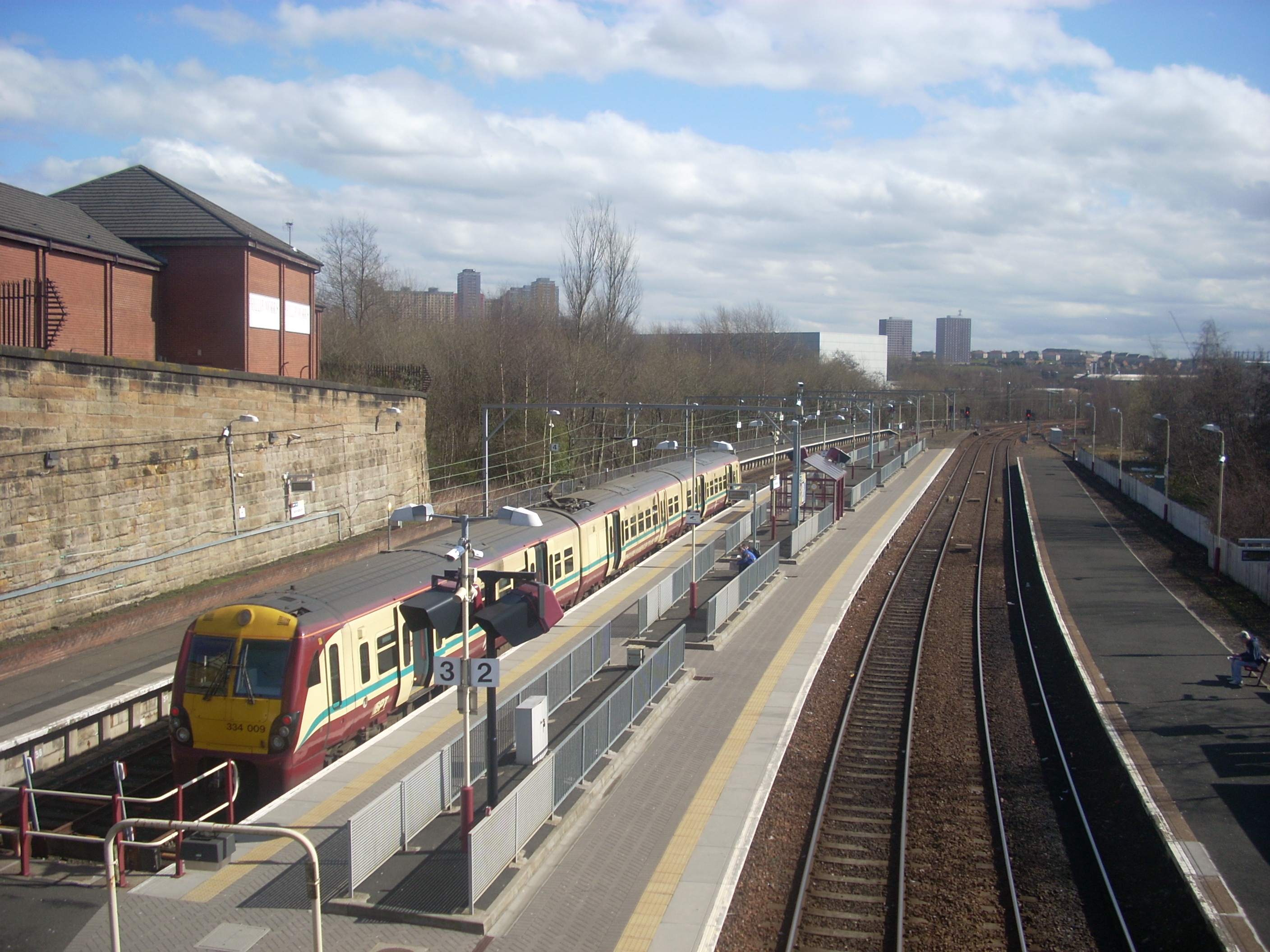
La gare de Springburn.

Springburn devint même progressivement un nœud ferroviaire car, en plus de la ligne initiale, elle fit ensuite part de trois autres lignes    (respectivement en 1842, 1871 et 1894). Quatre usines ferroviaires ouvrirent à Springburn, notamment Cowlairs Works ouvert par la North British Railway en 1841, la St. Rolox Works en 1856, la Hyde Parks Works en 1861 et enfin l'Atlas Works ouvert par la Sharp, Roberts and Company en 1888, (les deux dernières reprises en 1903 par la North-British locomotive company limited).
Seule l'usine de St. Rolox Works fonctionne encore (pendant un certain temps sous la bannière d'Alstom) après la faillite de North-British locomotive company limited en 1962 et la fermeture de Cowlairs Works en 1968 qui est depuis utilisé par First ScotRail et Network Rail comme dépôt de maintenance.

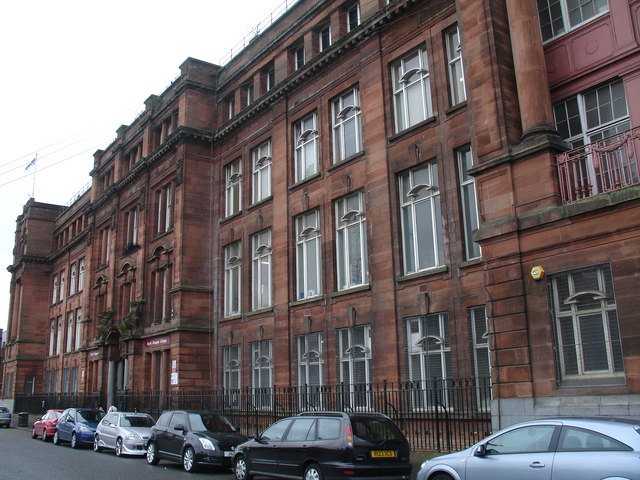
L'ancien siège de North-British locomotive company limited situé à Springburn, reconverti en bureaux.

À la suite du déclin des industries ferroviaires, le quartier de Springburn s'est engagé dans un processus de regénération sociale, avec notamment un ambitieux programme immobilier. Durant les années 1970 et 1980, 85 % des immeubles existants ont été démolis et remplacés par des constructions plus modernes et s'intégrant mieux dans le paysage urbain, remodelant totalement l'aspect général du quartier.

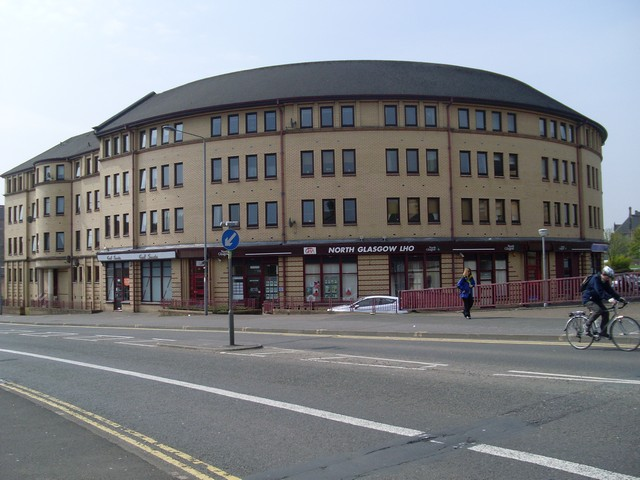
Construction récente à Springburn.

Le point le plus élevé de Glasgow est situé dans le Springburn Park, avec une altitude de 111 mètres (364 pieds). C'est dans une maison située à l'intérieur du parc, la Mosesfield House, que George Johnston (en) fabriqua en 1895 la première voiture construite en Grande-Bretagne, ce qui l'amena à créer l'entreprise Arrol-Johnston.

## Sports
Le quartier a abrité le club de football Northern Football Club, qui a existé de 1874 à 1897, l'un des membres fondateurs de la Scottish Football Alliance en 1891 et membre de la Scottish Football League en 1893-94.

## Personnalités
- James McFadden, footballeur international écossais
- Craig Ferguson, acteur et humoriste
- Michael Martin, homme politique
- Peter Capaldi, acteur
- Stevie Chalmers, footballeur international écossais
- Valerie Edmond, actrice
- Armando Iannucci, acteur
- Mo Johnston, footballeur international écossais